# Manucodia ater
La manucodia nera (Manucodia ater (Lesson, 1830)) è un uccello passeriforme della famiglia dei paradiseidi.

## Descrizione

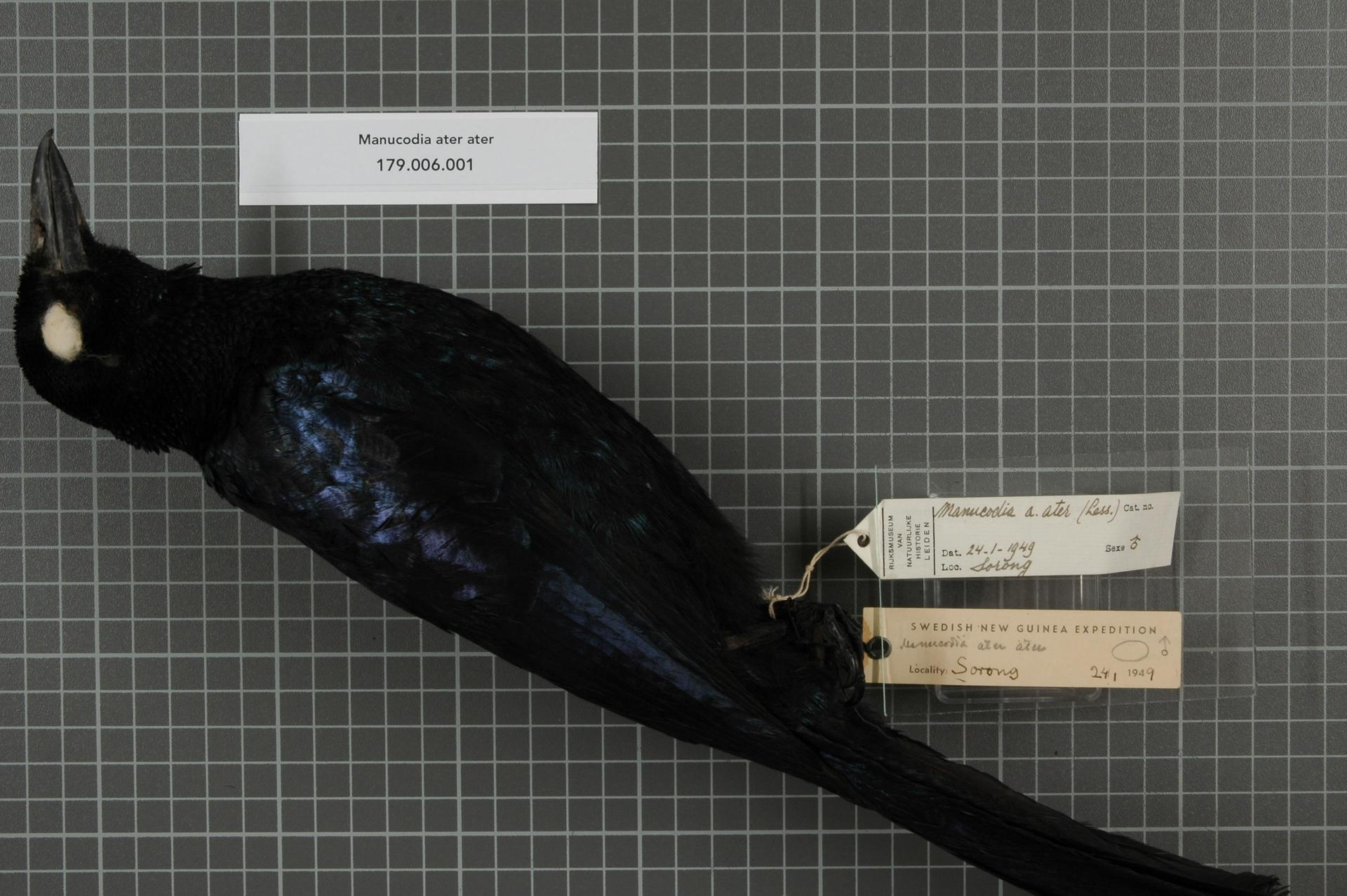
Un esemplare conservato.

### Dimensioni
Misura fra i 33 e i 42 cm di lunghezza, per un peso compreso fra i 155 e i 315 g: a parità d'età, i maschi sono più grossi e robusti rispetto alle femmine.

### Aspetto
L'aspetto generale ricorda molto quello di un corvo, con forte becco allungato, corpo robusto, zampe forti e coda squadrata.

Il piumaggio è nero su tutto il corpo, con sfumature metalliche blu, verdi e violacee, particolarmente evidenti su ali, collo e area dorsale, mentre la zona ventrale appare più opaca in virtù delle punte più chiare delle singole penne. Becco e zampe sono neri, mentre gli occhi sono rossi.

## Biologia
Si tratta di uccelli dalle abitudini diurne, che tendono a muoversi da soli o in coppie, mentre è più raro avvistarne piccoli gruppi: essi passano la maggior parte del proprio tempo alla ricerca di cibo fra i rami degli alberi, pronti a nascondersi nel folto della vegetazione se disturbati. Non sono eccessivamente timidi, tuttavia risulta più semplice udirne i richiami o il volo (caratterizzato da un suono frusciante dovuto alla forma delle penne) piuttosto che osservarli direttamente.

### Alimentazione
Le manucodie nere sono uccelli essenzialmente frugivori: la loro dieta si compone perlopiù di fichi, ma mangiano senza problemi ogni tipo di frutta: possono mangiare anche nettare e cibo di origine animale, perlopiù invertebrati di piccole dimensioni.

### Riproduzione
La stagione riproduttiva comprende il periodo fra agosto e marzo, corrispondente alla stagione delle piogge.

Il maschio corteggia la femmina tenendo ali e coda aperte in bella vista e arruffando le penne, per poi montarla qualora essa si mostri disponibile all'accoppiamento. A differenza di molti uccelli del paradiso, la manucodia nera è rigidamente monogama, coi due sessi che collaborano nella costruzione del nido (una coppa di foglie e sterpi posta alla biforcazione di un ramo, fra i 6 e gli 8 metri d'altezza), alla cova delle due uova grigiastre marmorizzate di marroncino (che dura circa due settimane) e all'allevamento della prole, che si protrae per circa un mese prima dell'involo e dell'indipendenza.

## Distribuzione e habitat
La manucodia nera è diffusa in tutta la Nuova Guinea, ad eccezione delle aree montuose centrali dell'isola: la si trova anche in alcune isole circostanti, come le isole Aru, quelle della baia di Cenderawasih, Waigeo, Gebe, Misool e Tagula.
L'habitat di questi uccelli è rappresentato dalle aree pianeggianti ricche di vegetazione, come la foresta pluviale e le zone paludose e monsoniche, fino a 900 m di quota.

## Tassonomia
La manucodia nera rappresenta il primo uccello del paradiso ad essere stato osservato ancora in vita da un europeo: si trattava di Lesson, che classificò questi uccelli col nome scientifico di Phonygama ater. In seguito, assieme alle altre specie di manucodia propriamente detta, la manucodia nera è stata spostata nel genere Manucodia, col nome di Manucodia ater: a più riprese è stato proposto di cambiare il nome scientifico in Manucodia atra, senza esito.
Alcuni autori ne riconoscono tre sottospecie, ossia Manucodia ater ater dell'Irian Jaya, M. a. alter Rothschild & Hartert, 1903 di Tagula e M. a. subalter Rothschild & Hartert, 1929 delle isole circostanti la Nuova Guinea e di Papua sud-orientale, ma la specie è ritenuta monotipica anche in virtù del bizzarro pattern diffusivo delle presunte sottospecie, classificabili più verosimilmente come varietà locali.
Il nome scientifico della specie, dal quale proviene anche il nome comune, deriva dal latino ātĕr, "nero".